# Orde van het Witte Hert van Sint Hubertus
De Zeer Edele Orde van het Witte Hert van Sint-Hubertus, in het Duits "Sehr edler Orden vom Weißem Hirschen Sancti Huberti" werd op 13 november 1859 ingesteld door Prins Frederik Karel van Pruisen. Het was een jachtorde die aan een groen lint om de hals werd gedragen. Na de dood van de prins heeft de Pruisische Koning en Duits Keizer Wilhelm II de orde op 8 april 1889 bevestigd.
De orde was vanaf het begin voorbehouden aan een selecte groep adellijke jagers. Wilhelm II die een verwoed jager was heeft de orde vier graden gegeven.

## De graden en versierselen
- De Grootmeester (Großmeister)

Het kostbare ereteken was een zilveren hert met een gewei met twaalf stangen. Dit kleinood hing onder een verhoging in de vorm van de gouden Pruisische koningskroon. Als verbinding werd een Hertenhaak ("Hirschhaken"), het gebogen onderste deel van de poot van een hert, gebruikt. Op het groene lint met zes geborduurde hertepootjes van gouddraad rust een takje gouden eikenloof met daarop een robijn die een gal voorstelt.
- Gebieder (Gebieter)

Het kostbare ereteken was een zilveren hert met een gewei met twaalf stangen. Dit kleinood hing onder een verhoging in de vorm van de gouden Pruisische koningskroon. Als verbinding werd een Hertenhaak ("Hirschhaken"), het gebogen onderste deel van de poot van een hert, gebruikt. Op het groene lint met zes zilveren hertepootjes rust een takje gouden eikenloof met daarop een robijn die een gal voorstelt. Er waren op 3 november 1909 twee dragers.
- Orderidder der Eerste Klasse (Ordensritter I.Klasse). Er waren op 3 november 1909 zeven dragers.

Het kostbare ereteken was een zilveren hert met een gewei met twaalf stangen. Dit kleinood hing onder een verhoging in de vorm van de gouden Pruisische koningskroon. Als verbinding werd een Hertenhaak ("Hirschhaken"), het gebogen onderste deel van de poot van een hert, gebruikt. Op het groene lint rust een takje gouden eikenloof. De zilveren hertepootjes ontbreken.
- Orderidder der Tweede Klasse (Ordensritter IIe Klasse). Er waren op 3 november 1909 zeventien dragers.

Het kostbare ereteken was een zilveren hert met een gewei met twaalf stangen. Dit kleinood werd met een verbinding in de vorm van een Hertenhaak ("Hirschhaken"), het gebogen onderste deel van de poot van een hert aan het op het groene lint rustende takje gouden eikenloof gedragen. De kroon en de hertepoten aan weerszijden van het eikenloof ontbreken.
Op alle groene linten staat in gouddraad de Franse tekst "VIVE LE ROY ET SES CHASSEURS" geborduurd. De hertepoten op het lint van de twee hoogste graden zijn van zilver en ze werden met behulp van gouddraad aan weerskanten van het op het lint rustende eikenloof vastgenaaid.
Deze ridderorde behoort tot de orden al was het in eerste instantie een vriendenclub rond een Pruisische prins. De kring zal een uitgesproken reactionair karakter hebben gehad, de stichtingsacte verwijst naar het "onheilsjaar 1848" met zijn revolutie en democratische hervormingen. Niet regerende prinsen zoals Frederik Karel zijn volgens het orderecht niet gerechtigd om een ridderorde te stichten omdat zij geen fons honorum zijn. Wilhelm II was dat wél en toen hij de Orde van het Witte Hert van Sint Hubertus bevestigde en statuten aan de orde gaf werd de orde een koninklijk Pruisische huisorde. Over de jaren na de abdicatie van Wilhelm II en de val van de monarchie is niets naders bekend. De orde zal zijn uitgestorven.